# Paul Oakenfold
Paul Oakenfold (Greenhithe, 30 agosto 1963) è un disc jockey e produttore discografico britannico di musica trance, eletto per 2 anni consecutivi DJ numero 1 al mondo.

## Biografia
Considerato uno dei dj più famosi e pagati del mondo, Paul Oakenfold comincia a lavorare come disc Jockey nei club di Ibiza nel 1987. Nell'estate del 1988 (chiamata dai britannici "Second Summer of Love") è stato uno dei dj che si esibirono nei primi rave della storia organizzati nell'hinterland londinese. Produce i remix per Massive Attack e The Shamen all'inizio degli anni novanta su etichetta Perfecto Records con il suo collaboratore Steve Osborne. Nel 1994 lavorava nell'emittente di Londra BBC Radio 1 con il programma Essential Mix. Nel 1997 diventa il dj resident del Cream di Liverpool. Ha prodotto i remix per U2 (Beautiful Day, Even Better Than The Real Thing), Justin Timberlake (Rock my body, My Love), Mylène Farmer (Pourvu qu'elles soient douces) e arrangiato nel 2001 la hit di Madonna What It Feel Like For A Girl e il remix di American Life (2003). Nel 1998 e nel 1999 la rivista DJ Magazine lo posiziona in vetta alla classifica Top 100 Dj Mag. Oakenfold è anche un compositore di colonne sonore per film hoollywoodiani come Codice:Swordfish (2001), Matrix Reloaded (2002) e Collateral (2004). Una sua canzone (Ready Steady Go) è utilizzata sia in "Collateral" (la scena in discoteca) che in "The Bourne Identity"  (la scena dell'inseguimento in contromano). Paul inoltre ha realizzato delle musiche di alcuni videogiochi come: Dance Dance Revolution, Driver: Parallel Lines, UEFA Euro 2000, TDU2 e la serie FIFA.

## Discografia

### Album studio
- 1994 – Journeys By DJ Volume 5: Journey Through The Spectrum
- 1995 – A Voyage Into Trance
- 1996 – Perfecto Fluoro
- 1997 – Global Underground 004
- 1998 – Tranceport
- 1998 – Global Underground 007
- 1999 – Essential Millennium with Pete Tong & Fatboy Slim
- 1999 – Resident: Two Years of Oakenfold at Cream
- 2000 – Perfecto Presents: Travelling
- 2000 – Perfecto Presents: Another World
- 2001 – Swordfish: The Album
- 2001 – Perfecto Presents Ibiza
- 2002 – Bunkka
- 2003 – Perfecto Presents: Great Wall
- 2004 – Creamfields
- 2005 – Perfecto Presents: The Club
- 2006 – A Lively Mind
- 2007 – Greatest hits & remixes
- 2008 – Anthems
- 2014 – Trance Mission

### Singoli
- 2000 – Bust A Groove (Music of Life)
- 2002 – Bunkka (Maverick)
- 2002 – Ready Steady (Perfecto)
- 2002 – Southern Sun (Perfecto)
- 2002 – Starry Eyed Surprise (Perfecto)
- 2003 – Hypnotized (Perfecto)
- 2006 – Faster Kill Pussycat (Perfecto)
- 2006 – Sex 'n' Money (Perfecto)